# Пшибышевский, Станислав
Стани́слав Фе́ликс Пшибыше́вский (пол. Stanisław Feliks Przybyszewski; 7 мая 1868, Лоево в Куявии, Пруссия — 23 ноября 1927, Яронты в Куявии) — польский писатель.

## Биография
Родился в семье сельского учителя. Учился в гимназии в Торуни, затем в Вонгровеце. Изучал сначала архитектуру, затем медицину в Берлине (1889—1890). Был редактором социал-демократического еженедельника Gazeta robotnicza (1892—1893). Вращался в кругах международной артистической богемы, был знаком с Эдвардом Мунком и Августом Стриндбергом. В 1893 женился на норвежской пианистке Дагни Юль, жил в Норвегии, бывал в Стокгольме, Осло, Копенгагене. В 1897 вернулся в Берлин, в 1898 путешествовал по Испании, ненадолго останавливался в Париже. В 1898 обосновался в Кракове, возглавил польское модернистское движение «Молодая Польша». Дружил с Стефаник, Василий Семёнович. В 1899 опубликовал в журнале «Жизнь» манифест антиреалистического и антидемократического искусства Confiteor. Дагни бросила Пшибышевского в 1900 году, 5 июля 1901 она была убита в Тбилиси юным любовником Владиславом Эмериком. В 1901 Пшибышевский перебрался в Варшаву.
В 1903—1904 путешествовал по России вместе с театральной труппой, ставившей его драмы. Побывал в Петербурге, Киеве и Одессе. В 1905 повторно женился на Ядвиге Каспрович. Жил в Торуни, затем в Мюнхене (1906—1919), путешествовал по Европе. В 1918 вернулся в Польшу. Служил в Дирекции почт и телеграфов в Познани (1919—1920), Польских железных дорог в Гданьске (1920—1924), с 1924 в гражданской канцелярии президента в Варшаве.
Скончался 23 ноября 1927 года.
Его сын от внебрачной связи с Марфой Фердер — Пшибышевский, Болеслав Станиславович, (22 февраля 1892, Берлин — 21 августа 1937, Москва).

## Творчество
Испытывал влияние взглядов Ф. Ницше, пропагандировал крайний модернистский эстетизм, эротизм и экспрессионизм. В драматургии ориентировался на Ибсена, Метерлинка, Стриндберга.
Начал писать на немецком языке (литературно-критические эссе, поэмы в прозе, символистско-натуралистические романы). Позднее перевёл ряд первоначально написанных на немецком языке произведений на польский язык — поэма в прозе «Totenmesse» («Заупокойная месса», 1893), на польском языке «Requiem Aeternam» (1901); трилогия романов «Homo sapiens», немецкая версия 1895—1896, польская 1901; «Satanskinder», «Дети сатаны», 1897, на польском языке «Dzieci szatana» 1899, и другие. Один из самых выдающихся создателей периода Молодой Польши, редактор краковского журнала «Жизнь» (1898—1901).
Его романы «Синагога сатаны» и «Дети сатаны» предвосхищают поиски Джеймса Джойса и Марселя Пруста.
Автор символистских драм «Dla szczęścia» («Во имя счастья», 1900), «Goście» («Гости», 1901), «Złote runo» («Золотое руно», 1901), «Śnieg» («Снег», 1903).

## Новейшие издания на русском языке
- Синагога сатаны// Демонология эпохи Возрождения (XVI—XVII вв.). М.: РОССПЭН, 1996, с.243-316 ()
- Заупокойная месса. М.: Аграф, 2002 (Символы времени)
- Синагога Сатаны. СПб.: АКТ, 2020

## Постановки на русской сцене
- Польский театр в Москве. Снег (2002). Режиссёр — Евгений Лавренчук

## Образ в искусстве
В норвежско-польском биографическом фильме «Дагни» (1977) заглавную роль исполнила Лисе Фьельстад, роль Пшибышевского — Даниэль Ольбрыхский.